# Маги без времени
«Ма́ги без вре́мени» — роман российского писателя-фантаста Сергея Лукьяненко, рассказывающий о вымышленном мире, в котором действует магия, основанная на трате магом на заклинания своего жизненного времени. Роман был впервые опубликован издательством «АСТ» в 2019 году; до этого в интернете публиковались отрывки.

## История написания
С.В. Лукьяненко проводил эксперимент на онлайн-сервисе Author.Today: он проверял, может ли там «раскрутиться» совершенно неизвестный автор; для этого он стал писать роман под псевдонимом и выкладывать его по главам на сервис.

Результаты эксперимента в различных источниках оцениваются по-разному: одни отмечают формальный успех эксперимента; другие в соцсетях заявляют, что, при некоторой изначальной (небольшой) популярности романа, настоящее признание пришло только после раскрытия несколькими посвящёнными авторского инкогнито.

В любом случае, всеми признаётся, что роман 
получил отзыв от Олди на первую треть текста.

## Сюжет
Роман повествует о вымышленном мире, где действует рунная магия, для активации рун магу приходится вкладывать время своей жизни. Очевидно, что на вершине «пищевой цепочки» оказывается маг, научившийся платить за магию временем чужой жизни.

Роман делится на главы, называемые автором «эттирами».
 
Альтернативой магии в романе является натурфилософия, — сводящаяся к объединению в одном теле человеческой и нескольких животных сущностей.
Окончание романа сильно пересекается с окончанием другого романа писателя —  «Геном».

## Критика
было достаточно интересно, если сравнивать с чем-нибудь из фантастики, это на данный момент на втором месте, после Поттера, конечно.